# Foxwoods Resort Casino

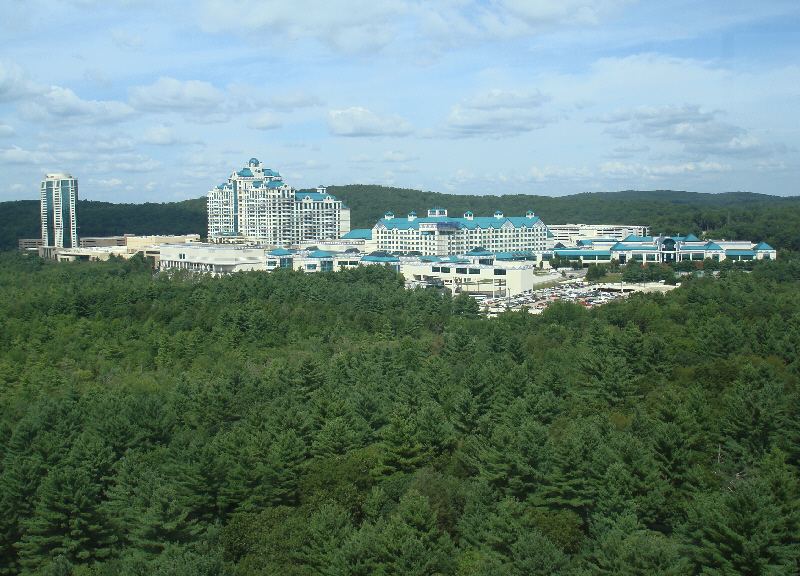
Foxwoods Resort Casino

Foxwoods Resort Casino est un casino situé à Ledyard dans le Connecticut. Il contient plus de 380 tables de jeu, au moins 6 300 machines à sous et 2 266 chambres d'hôtel.
Les casinos possèdent plus de 250 tables de jeu pour le blackjack, le craps, la roulette et le poker, ainsi que plus de 5 500 machines à sous. Les casinos disposent également de plusieurs restaurants, dont un Hard Rock Cafe. Ils ont été développés à la suite des changements de lois étatiques et fédérales à la fin du XXe siècle, permettant le jeu des Amérindiens sur les réserves souveraines des tribus reconnues par le gouvernement fédéral.
Foxwoods possède deux tours d'hôtel, avec un total de 2 228 chambres ; ainsi qu'une salle d'arcade pour les enfants et les adolescents. La tour originale, la Grand Pequot Tower, a ouvert en 1997, tandis que la seconde, le MGM Grand, a ouvert en 2008. Elle a été rebaptisée la Fox Tower en 2013. En 2015, un complexe commercial, connu sous le nom de Tanger Outlet Mall, a ouvert entre les deux tours d'hôtel avec 85 magasins proposant des articles de luxe.

## Histoire
La tribu des Mashantucket Pequot a obtenu une reconnaissance fédérale et le contrôle légal de leur réserve par une loi du Congrès en 1983, qui a annulé un veto du président Ronald Reagan. La tribu a avancé dans le développement et a fondé Foxwoods en 1986 en tant que salle de bingo à enjeux élevés sur leur réserve.
La tribu s'est associée à Lim Goh Tong, un Malaisien d'origine chinoise qui avait fondé le seul casino légal en Malaisie, pour obtenir un financement afin d'agrandir Foxwoods en un casino de jeu complet,.
En 1992, la tribu a ajouté des jeux de table, suivis de machines à sous supplémentaires en 1993. G. Michael Brown est devenu le président du casino en 1993. Dans le cadre d'un accord négocié avec l'État du Connecticut pour obtenir leur approbation du casino, la tribu a accepté de verser 25 % des revenus des machines à sous à l'État, soit une somme qui s'élevait à près de 200 millions de dollars par an. Au cours de l'exercice se terminant en juin 2008, les 6 300 machines à sous de Foxwoods ont manipulé plus de 9,1 milliards de dollars. En janvier 2012, le "hold" était de 45 millions de dollars. Une salle de poker et une zone de jeu haut de gamme avec 30 tables ont été ajoutées en 1995.
Étant donné que Foxwoods est situé sur le territoire souverain des Mashantucket Pequot, il n'est pas tenu de se conformer aux lois de l'État relatives au tabagisme. Construit en 1996, le casino n'est pas un établissement sans fumée. En raison des plaintes des clients et des employés au début du XXIe siècle, de nombreuses zones communes, telles que les couloirs, les passages, les halls d'hôtel, les magasins de détail et la plupart des restaurants, ont été désignées comme des zones non-fumeurs. De plus, certaines zones ont été réservées aux fumeurs. La salle de poker est non-fumeurs, et des espaces distincts pour les jeux de table et les machines à sous sont désignés comme non-fumeurs.
En 1997, la luxueuse tour Grand Pequot associée a ouvert ses portes aux clients.
Foxwoods a été signalé comme étant le plus grand casino du monde, bien qu'il ait ensuite été surpassé par le Venetian Macao.

### Défaut de paiement de la dette
Pendant des années après son ouverture en 1992, Foxwoods avait le monopole des jeux de casino dans la région. Il a réalisé des milliards de dollars de bénéfices.[réf. nécessaire] Peu de temps avant la récession de 2008, Foxwoods a emprunté massivement pour financer une expansion massive incluant de nouveaux hôtels et des installations de conférence. À partir de 2009, Foxwoods a fait défaut sur des dettes totalisant plus de deux milliards de dollars. En conséquence, en 2014, Standard & Poor's a abaissé la cote de crédit de Foxwoods. Les Mashantucket Pequot, propriétaires de Foxwoods, ont demandé et reçu des millions de dollars de subventions fédérales.

## Conception
Au fil du temps, la direction du casino a réalisé l'achèvement complet du complexe en engageant plusieurs entités de conception et de construction. La majorité des travaux de 1992 à 2001 ont été réalisés par les gestionnaires de construction CR Klewin, également connus sous le nom de Klewin Building Co., et l'Architecte du Registre était JCJ Architecture (anciennement Jeter, Cook & Jepson) de Hartford, Connecticut. La planification et les conceptions conceptuelles ont été réalisées par New England Design Inc. et Nick606 Inc. Les phases ultérieures ont été achevées par Shawmut Design & Construction, Perini Building Co., AZ Corporation, et d'autres, avec des travaux de conception réalisés par Steelman Partners, HKS, Inc., et d'autres. Les gestionnaires du complexe ont réaménagé l'ensemble du complexe et du casino, en le rebaptisant "The Fox". De plus, l'apparence du complexe inspire fréquemment des comparaisons ou des références à la "Cité d'Émeraude", du film Le Magicien d'Oz,,.

## Syndicalisation des employés
Tout a commencé par un site web initié par les employés pour recueillir du soutien et partager des idées sur la manière de réagir aux changements auxquels les employés étaient confrontés. Un petit groupe d'employés a approché plusieurs organisations syndicales pour explorer la syndicalisation des croupiers au Foxwoods Resort Casino. Après que le groupe de croupiers a décidé de choisir le syndicat United Auto Workers en juin 2007, l'UAW a aidé à commencer à recueillir des signatures de croupiers en soutien à un syndicat. L'UAW a annoncé en septembre 2007 qu'elle avait recueilli le nombre requis de signatures nécessaires pour tenir un vote afin de déterminer si les croupiers de jeux de table et de poker désiraient une représentation syndicale ou non.
La Tribu a contesté la juridiction de la National Labor Relations Board pour leurs entreprises autochtones sur réservation. Après des audiences et l'examen des pétitions, la NLRB a statué en faveur du syndicat et a ordonné la tenue d'un vote syndical. Le 24 novembre 2007, les employés ont voté en faveur de la syndicalisation : 60% étaient en faveur et 40% étaient contre. Les croupiers de Foxwoods ont émis 1 289 votes pour le syndicat, 852 contre la représentation, avec des contestations sur 36 bulletins supplémentaires. Environ 2 700 croupiers et croupiers à double tarif étaient éligibles pour voter lors de l'élection.
Après que les travailleurs ont gagné le droit de se syndiquer, Foxwoods Casino a fait appel des résultats de l'élection, réaffirmant sa contestation de juridiction. En outre, il a déclaré que la NLRB avait commis des erreurs lors du vote. Il avait imprimé le bulletin de vote uniquement en anglais et fourni des avis expliquant l'élection dans une seule forme de la langue chinoise, privant ainsi de leurs droits les travailleurs qui parlaient d'autres langues. De plus, il a déclaré que les interactions entre les responsables syndicaux et certains électeurs étaient illégales. Un juge administratif de la NLRB a jugé que le syndicat et le conseil avaient fourni une explication suffisante de l'élection dans une variété de langues. Foxwoods a fait appel de la décision.
Le syndicat des croupiers de Foxwoods a demandé à l'État du Connecticut d'améliorer les conditions de leur lieu de travail. Les travailleurs et les organisateurs syndicaux ont poussé pour une législation interdisant de fumer sur les planchers de casino de Foxwoods et Mohegan Sun. La tribu Mashantucket s'est opposée à une interdiction totale de fumer ; cependant, en mai 2009, la gouverneure du Connecticut, M. Jodi Rell, a signé un accord avec Foxwoods par lequel ils limiteraient les zones fumeurs dans le casino.
Le 26 janvier 2010, les croupiers de Foxwoods ont conclu un contrat de travail avec la tribu Mashantucket Pequot. Ils représentent le plus grand groupe de croupiers représentés par un syndicat dans un casino américain. Le 7 août 2013, le syndicat a annoncé un nouveau contrat provisoire qui donnerait aux croupiers des augmentations rétroactives et futures, imposerait des limites plus strictes sur la fumée de seconde main et donnerait aux croupiers le droit de décider comment les pourboires sont distribués.
En avril 2018, 300 autres travailleurs de nettoyage et d'entretien ont voté pour rejoindre l'UAW.